# .gl
.gl е интернет домейн от първо ниво за Гренландия. Администрира се от TELE Greenland A/S и е представен през 1994 г. Регистрациите са отворени за целия свят.